# إنديانابوليس 500 سنة 2013
سباق إنديانا بوليس -500 ميل 2013 أقيم في حلبة إنديانابوليس موتور سبيدواي في 26 مايو 2013 وفاز في السباق توني كنعان من فريق KV Racing Technology بمتوسط سرعة 187.433 ميل/س (301.644 كم/س).
وكان أول المنطلقين إد كاربنتر (سائق سباقات) بسرعة 228.762 ميل/س (368.157 كم/س).